# アロエ科
アロエ科（あろえか、学名：Aloaceae）は植物分類体系の一つであるクロンキスト体系で設けられた科で 南アフリカ、マダガスカルなどにアロエなど5属700種ほどが分布する。単子葉植物に属し、草本または木本で葉は多肉、花被は合着し筒状になり、総状または穂状花序をつくる。
新エングラー体系などではユリ科に含められていたがクロンキスト体系では独立の科とされた。さらにAPG植物分類体系の第2版までは、従来ユリ科に含められていたツルボラン属Asphodelus、シャグマユリ属（トリトマ）Kniphofia などとともにツルボラン科が立てられた。APG体系の第3版ではツルボラン科はツルボラン亜科としてススキノキ科に含められた。

## 属
- アロエ属 Aloe